# Harry Sørensen
Rino Harry Charles Sørensen (ur. 19 kwietnia 1892 we Flensburgu, zm. 14 września 1963 w Aarhus) – duński gimnastyk, medalista olimpijski.
W 1920 r. reprezentował barwy Danii na letnich igrzyskach olimpijskich w Antwerpii, zdobywając złoty medal w ćwiczeniach wolnych drużynowo.